# Тагаевская, Агния Аркадьевна
Агния Аркадьевна Тагаевская (20 октября 1922 — ?) — российский учёный в области автоматического регулирования и управления производственными процессами, лауреат Ленинской премии (1964).

## Биография
Родилась 20.10.1922 в Москве.
Участница войны, награждена орденом Отечественной войны II степени (06.11.1985).
После окончания вуза работала в Институте автоматики и телемеханики (ИАТ) АН СССР в Лаборатории № 2 (Лаборатория газо-гидродинамических средств автоматизации): младший научный сотрудник, старший научный сотрудник. В 1969 году ИАТ переименован в Институт проблем управления (ИПУ) АН СССР, а в 1998 году Институту присвоено имя академика В. А. Трапезникова.
По состоянию на 2013 год — старший научный сотрудник Лаборатории № 2 ИПУ РАН.
За создание и внедрение приборов «СТАРТ» и элементов УСЭППА в 1964 г. в составе коллектива (М. А. Айзерман, А. А. Таль, Т. К. Берендс, Т. К. Ефремова, А. А. Тагаевская) присуждена Ленинская премия.
В 1968 году в Московском институте химического машиностроения защитила диссертацию на тему «Реализация непрерывных и непрерывно-дискретных регуляторов и оптимизаторов на элементах УСЭППА», кандидат технических наук.
В 1975—1977 гг. они же разработали агрегатно-модульные системы «ЦИКЛ» (совместно с заводом «Тизприбор») и «КОМПАС» для управления циклическими процессами (совместно с заводом «Пневмоаппарат»).
В 1983 г. вместе с Т. К. Ефремовой разработала (совместно с ЦНИИКА и заводом «Тизприбор») комплекс технических средств «Режим-1» для централизованного контроля и управления непрерывными технологическими процессами.
Вплоть до 2013 года работала старшим научным сотрудником в Институте проблем управления им. В. А. Трапезникова РАН.
Муж — Борис Соловьёв.

## Публикации
- Универсальная система элементов промышленной пневмоавтоматики «УСЭППА»  / Т. К. Берендс, А. А. Тагаевская; Центр. правл. Науч.-техн. о-ва приборостроит. пром-сти. Обществ. ин-т. Заоч. курсы усовершенствования ИТР по вычислит. технике и автоматизации производства. — Москва : Машиностроение, 1967. — 119 с. : ил.; 21 см.
- Элементы и схемы пневмоавтоматики. / Т. К. Берендс, Тамара Константиновна Ефремова, А. А. Тагаевская. Машиностроение, 1968 — 309 с.
  - Элементы и схемы пневмоавтоматики / Т. К. Берендс, Т. К. Ефремова, А. А. Тагаевская и др. — 2-е изд., перераб. и доп. — Москва : Машиностроение, 1976. — 246 с. : ил.; 22 см.
  - Элементы и схемы пневмоавтоматики / Т. К. Берендс, Т. К. Ефремова, А. А. Тагаевская и др. — 2-е изд., перераб. и доп. — Москва : Машиностроение, 1976. — 246 с. : ил.; 22 см.
- Проектирование дискретных систем автоматики / С. А. Юдицкий, А. А. Тагаевская, Т. К. Ефремова. — М. : Машиностроение, 1980. — 232 с. : ил.; 22 см;
- Язык алгоритмического проектирования управляющих дискретных устройств / С. А. Юдицкий, А. А. Тагаевская, Т. К. Ефремова. — Москва : [б. и.], 1977. — 71 с. : ил.; 20 см. — (Ин-т проблем упр. Препринт).
- Пневматический агрегатный комплекс средств «Режим-1» : Препринт / Т. К. Ефремова, А. А. Тагаевская, А. А. Таль и др. — М. : ИПУ, 1982. — 59 с. : схем.; 20 см.
- Пневматические комплексы технических средств автоматизации / Т. К. Ефремова, А. А. Тагаевская, А. Н. Шубин. — М. : Машиностроение, 1987. — 280 с.